# The Face at the Window
The Face at the Window é um filme mudo norte-americano de 1910 em curta-metragem, do gênero dramático, dirigido por D. W. Griffith. O filme foi produzido e distribuído por Biograph Company.